# Kombinat Wassertechnik und Projektierung Wasserwirtschaft
Der VEB Kombinat Wassertechnik und Projektierung Wasserwirtschaft Halle (KWP) wurde 1979 gegründet und war ein Kombinat in der Deutschen Demokratischen Republik.
Das Kombinat unterstand dem Ministerium für Umweltschutz und Wasserwirtschaft. Weitere zentralgeleitete Kombinate im Zuständigkeitsbereich dieses Ministeriums können in der Liste von Kombinaten der DDR eingesehen werden.
Durch die Gründung des Kombinats 1979 wurden Forschung, Projektierung und Produktion im Bereich der Wasser- und Abwassertechnik gebündelt.
Zu den Leistungen der Betriebe des Kombinats im Maschinen- und Anlagenbau zählten die Auslegung und Fertigung von Klärwerksanlagen, der Bau von Trinkwasseraufbereitungsanlagen und die Produktion einer Vielzahl von Spezialmaschinen und -aggregaten sowie deren Wartung und Reparatur. Das Forschungszentrum Wassertechnik führte Forschungsaufgaben für den Wirtschaftsbereich aus. Über den Stammbetrieb VEB Projektierung Wasserwirtschaft Halle wurde ein Großteil der Investitionsplanung für die Wasserwirtschaft der DDR ausgeführt. Weiterhin koordinierte der Stammbetrieb die Bearbeitung von Projekten im Bereich der Wasserwirtschaft und führte den Probebetrieb von projektierten Anlagen durch.
Im Zuge der Wende und der anschließenden Wiedervereinigung wurde das Kombinat 1990 aufgelöst und seine Betriebe wurden privatisiert. Der ehemalige Stammbetrieb ist mit Stand von 2025 unter der Firmierung Ingenieurbüro PROWA GmbH und mit Sitz in Erfurt weiter in der Projektierung wasserwirtschaftlicher Anlagen tätig.

## Zugehörige Betriebe
Zum Kombinat gehörten 1990 die folgenden Betriebe:
- VEB Projektierung Wasserwirtschaft Halle (Prowa); (Stammbetrieb)
- VEB Abwasserbehandlungsanlagen Merseburg
- VEB Abwassertechnik Eisleben
- VEB Abwassertechnik Jüterbog
- VEB BMSR Aegir Dresden
- VEB Forschungszentrum Wassertechnik Dresden
- VEB Gerätebau Unterrißdorf
- VEB Leitstelle für Materialwirtschaft der Wasserwirtschaft
- VEB Maschinenfabrik Neustrelitz
- VEB Pumpenreparaturen Tribsees
- VEB Röhrenreinigung „Molch“ Bernburg
- VEB Wasser und Umwelttechnik Halle
- VEB Wasseraufbereitungsanlagen Dresden
- VEB Wasserbehandlungsanlagen Berlin
- VEB Wassertechnik Berlin
- VEB Wassertechnik Wittstock
- VEB Wasserturbinen- und Gerätebau Raschau